# ラウラ・オルシーニ
ラウラ・オルシーニ（Laura Orsini, 1492年11月30日 ローマ - 1530年 ローマ）は、イタリアの貴族女性。ローマ教皇アレクサンデル6世とその妾ジュリア・ファルネーゼの間に生まれた娘だと推定されている。
教皇の妾ジュリア・ファルネーゼの唯一の子としてローマで誕生。法律上、彼女はジュリアの夫オルシーノ・オルシーニの子とされた。当時、母はすでに教皇と愛人関係になっていたが、教皇は大勢の私生児を認知し自分の手許で育てていたにもかかわらず、自分がジュリアの産んだ子の父親だとは認めなかった。さらに、ジュリアはずっと後になって、ラウラの父親は教皇だと主張するようになった。ラウラの父親が教皇かどうかは、現在も議論になっている。
1499年4月2日、伯父のアレッサンドロ・ファルネーゼ枢機卿の邸宅パラッツォ・ファルネーゼにて、母方の縁戚フェデリーコ・ファルネーゼ（Federico Farnese）と婚約したが、これはすぐに反故となった。
1505年11月16日、30万ドゥカーティの花嫁持参金を携え、二コラ・フランチョッティ・デッラ・ローヴェレ（Nicola Franciotti della Rovere）に嫁いだ。ニコラはアレクサンデル6世の政敵で次期教皇の座をねらうジュリアーノ・デッラ・ローヴェレ枢機卿の甥で、デッラ・ローヴェレ家はこの縁組によりファルネーゼ家及びオルシーニ家との同盟関係の形成を目論んでいた。夫妻はジュリオ（1550年頃没）と、パオロ・オルシーニ・ディ・メンターナ（Paolo Orsini di Mentana）に嫁いだラヴィニア（1521年 - 1601年）の2人の子に恵まれた。
法律上の父オルシーノからカルボニャーノの領主権を相続し、領主権は息子（子がなかった）、次いで娘とその子孫に受け継がれた。ラウラは38歳頃で亡くなった。

## 引用・脚注
1. ↑  Pompeo Litta, Celebrity families of Italy. Improved of Sulmona, Turin, 1880.
2. 1 2  “FARNESE, Giulia in "Dizionario Biografico"” (イタリア語). www.treccani.it. 2022年12月14日閲覧。
3. ↑  Ferdinand Gregorovius (1874) (Italian). Lucrezia Borgia: secondo documenti e carteggi del tempo. unknown library. Le Monnier
4. ↑  “FRANCIOTTI DELLA ROVERE, Nicola in "Dizionario Biografico"” (イタリア語). www.treccani.it. 2022年12月14日閲覧。
5. ↑  “DELLA ROVERE, Lavinia in "Dizionario Biografico"” (イタリア語). www.treccani.it. 2022年12月14日閲覧。
6. ↑  “DELLA ROVERE, Lavinia in "Dizionario Biografico"” (イタリア語). www.treccani.it. 2022年12月14日閲覧。